# Dolichopus argyrotarsis
Dolichopus argyrotarsis är en tvåvingeart som beskrevs av Johan August Wahlberg 1850. Dolichopus argyrotarsis ingår i släktet Dolichopus, och familjen styltflugor. Arten är reproducerande i Sverige.